# Asmate obliterata
Asmate obliterata là một loài bướm đêm trong họ Geometridae.